# たかしま (掃海艇・3代)
たかしま（ローマ字：JS Takashima, MSC-603）は、海上自衛隊の掃海艇。ひらしま型掃海艇の3番艇。艇名は鷹島に由来する。平島型敷設艇「鷹島」、うきしま型掃海艇「たかしま」、はつしま型掃海艇「たかしま」に次いで日本の艦艇としては4代目。
本艇は日本で最後の木造掃海艇であり、以降、新造される掃海艦艇（えのしま型掃海艇以降）はFRP造となった。

## 艦歴

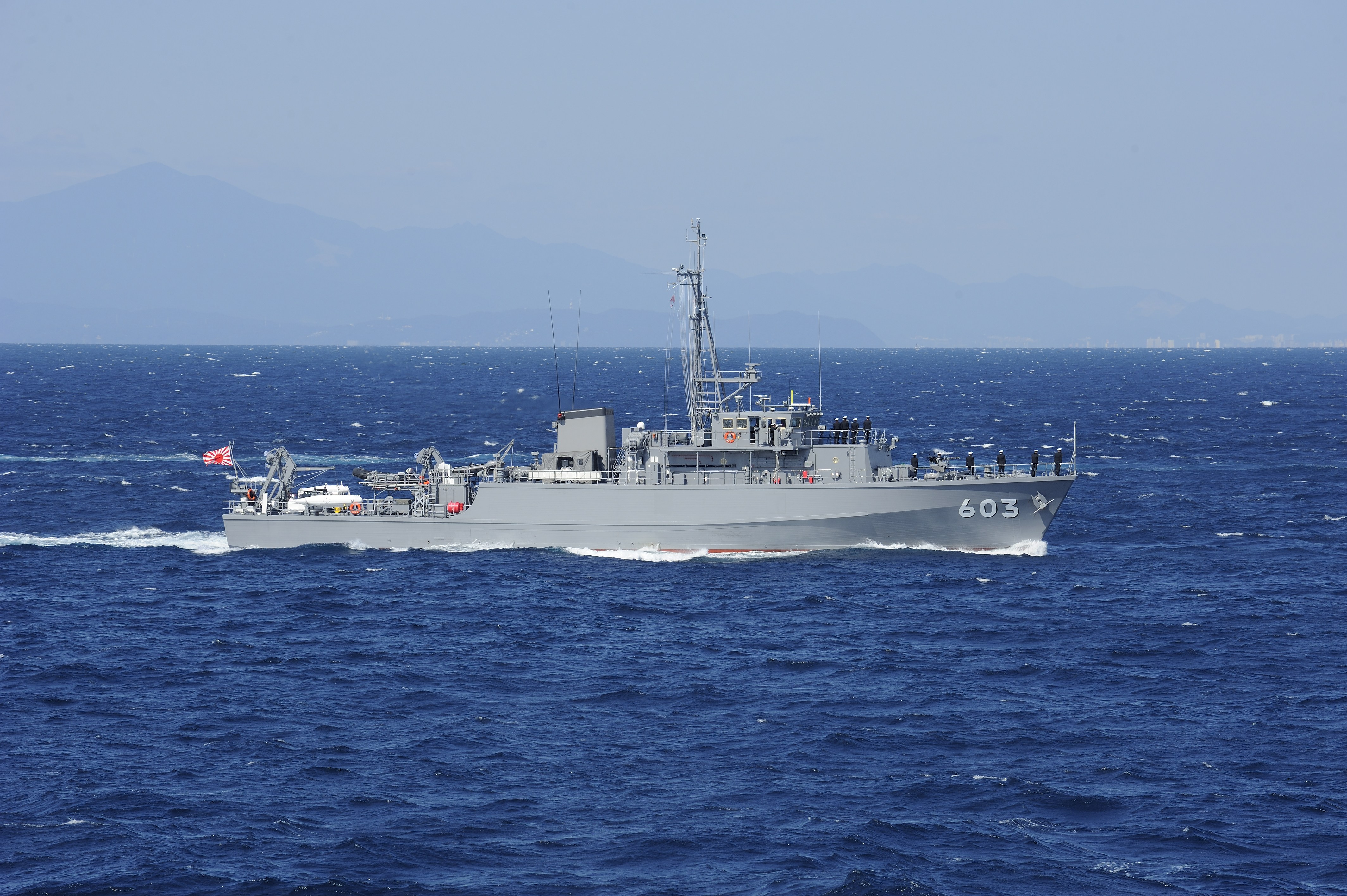
平成24年度観艦式予行における「たかしま」

「たかしま」は、平成18年度計画掃海艇395号艇として、USC京浜事業所で2007年5月10日に起工され、2008年9月29日に進水、2010年2月26日に就役し、掃海隊群第2掃海隊に編入され佐世保に配備された。
2011年3月11日に発生した東日本大震災により災害派遣。
同年6月17日から6月21日、硫黄島周辺海域での実機雷処分訓練に参加。
2012年7月14日から7月26日、陸奥湾での平成24年度掃海特別訓練に参加。
同年10月14日、相模湾での平成24年度自衛隊観艦式に参加。
2013年2月18日から2月23日、八代海での機雷戦訓練に参加。
2015年2月1日から2月10日、伊勢湾での平成26年度機雷戦訓練に参加。
同年10月15日、相模湾での平成27年度自衛隊観艦式に参加。
2016年2月1日から2月10日、伊勢湾での平成27年度機雷戦訓練に参加。
同年2月26日に佐世保を出港後、4月4日から26日までの間、アラビア半島周辺海域で実施される「米国主催第4回国際掃海訓練」に掃海母艦「うらが」とともに参加した。4月27日、「うらが」と共に、バーレーン周辺海域でイギリス海軍ハント型掃海艇「ミドルトン」と戦術訓練・近接運動訓練を実施。5月14日、「うらが」と共に、スリランカ西方海域でスリランカ海軍哨戒艦「サムドラ」と戦術運動・通信訓練を実施。6月7日に佐世保に帰港した。
同年11月20日から11月30日、日向灘でのアメリカ海軍との機雷戦訓練及び掃海特別訓練に参加。
2018年7月18日から7月30日、陸奥湾での機雷戦訓練及び日米印共同掃海特別訓練に参加。
2019年9月15日から約3か月間、掃海母艦「ぶんご」とともに、インド洋方面に派遣され、インド洋地域の各国海軍等との海上訓練を実施する。派遣中、バングラデシュ人民共和国 、インド共和国、マレーシア、モルディブ共和国、フィリピン共和国、ベトナム社会主義共和国を訪問し、掃海訓練、潜水訓練等を実施する。
2021年5月7日15時半ごろ、佐賀県加唐島から北4キロの海上にて漁船「萬栄丸（まんえいまる）」（全長約11ｍ、重さ約7.3ｔ）と接触。「たかしま」左後方と「萬栄丸」船首付近がぶつかったとみられ、「たかしま」の接触箇所にはこすったような白い傷がついた。現場の天候は晴れで、南西の風が8メートル吹いていたが、視界は良好だった。油の流出およびけが人は確認されておらず、双方自力航行可能であった。今後、運輸安全委員会が門司、長崎のいずれかの地方事務所で調査を進める予定。
同年10月8日、「たかしま」の艇長と船務士、「萬栄丸」の船長が業務上過失往来危険の疑いで書類送検された。事故の原因（以下カッコ内は海上衝突予防法に照らした違反内容）は、「萬栄丸」の船長が適切な見張りをせずに航行し（見張り不十分）、「たかしま」を右に見て避航義務があるにもかかわらず漫然と航行（横切り船の航法違反）。「たかしま」船務士は、左から近づく「萬栄丸」に気付いていたにもかかわらず相手が避けると判断して適切な回避動作をせず（最善の協力動作未実施＝操船不適切）、「たかしま」艇長も指示を出さなかった（操船不適切）ことによるものとされた。2022年3月25日、3人全員が不起訴処分となった。
2021年11月3日、東シナ海において護衛艦「いせ」、「はるさめ」、「あさひ」、ミサイル艇「おおたか」、掃海艇「ひらしま」、「やくしま」とともに米海軍強襲揚陸艦「アメリカ」と日米共同訓練を実施した。
2023年9月25日から10月3日にかけて、九州西方から四国沖を経て駿河湾に至る海空域及び沼津海浜訓練場において、輸送艦「しもきた」、護衛艦「みくま」、掃海艇「やくしま」、MCH‐101、米海軍LCACとともに日米共同訓練（輸送特別訓練）を実施。訓練項目はクロスデッキ（LCAC）、ビーチング訓練、捜索救難訓練、LCAC整備訓練、PHOTOEX等。
同年11月29日、屋久島沖米軍オスプレイ墜落事故に伴い自主派遣。墜落から約2時間30分後の17時7分に佐世保基地を出港。翌11月30日の10時51分に現着し、以後、同じく自主派遣された艦艇や自衛隊部隊、海上保安庁などと共に12月2日まで捜索救難活動に従事。機体の一部などを発見揚収するなどした。
2024年3月1日から3月6日にかけて角力灘（九州西方）において、掃海艦「ひらど」、米海軍掃海艦2隻とともに掃海特別訓練（日米共同訓練）を実施した。 